# Fedde Leysen
Fedde Leysen (9 juli 2003) is een Belgisch voetballer die als centrale verdediger voor Royale Union Saint-Gilloise speelt.

## Carrière
Leysen stapte in 2019 over van Oud-Heverlee Leuven naar PSV. De verdediger debuteerde in het betaald voetbal voor Jong PSV in de met 1-2 gewonnen uitwedstrijd tegen FC Den Bosch op 7 november 2020. Hij begon op de bank, viel in bij rust en speelde de wedstrijd uit. In de zomer van 2023 stapte Leysen over naar Royale Union Saint-Gilloise.

### Statistieken
| Seizoen                        | Club           | Land           | Competitie         | Competitie | Competitie | Beker | Beker | Totaal | Totaal |
| Seizoen                        | Club           | Land           | Competitie         | Wed.       | Dlp.       | Wed.  | Dlp.  | Wed.   | Dlp.   |
| ------------------------------ | -------------- | -------------- | ------------------ | ---------- | ---------- | ----- | ----- | ------ | ------ |
| 2019/20                        | Jong PSV       | Nederland      | Eerste divisie     | 0          | 0          | –     | –     | 0      | 0      |
| 2020/21                        | Jong PSV       | Nederland      | Eerste divisie     | 2          | 0          | –     | –     | 2      | 0      |
| 2021/22                        | Jong PSV       | Nederland      | Eerste divisie     | 19         | 3          | –     | –     | 19     | 3      |
| 2022/23                        | Jong PSV       | Nederland      | Eerste divisie     | 32         | 2          | –     | –     | 32     | 2      |
| 2023/24                        | Union SG       | België         | Jupiler Pro League | 4          | 0          | –     | –     | 4      | 0      |
| 2024/25                        | Union SG       | België         | Jupiler Pro League | 20         | 0          | –     | –     | 20     | 0      |
| Carrièretotaal                 | Carrièretotaal | Carrièretotaal | Carrièretotaal     | 77         | 5          | 0     | 0     | 77     | 5      |
| Bijgewerkt op 18 februari 2025 |                |                |                    |            |            |       |       |        |        |

## Erelijst
| Beker van België   | 1× | 2023/24 |
| Belgische Supercup | 1x | 2024    |

## Trivia
Zijn oudere broer Tobe Leysen is ook voetballer. Tobe is actief als doelman in de selectie van de Belgische eersteklasser OH Leuven.